# Bata (Guinea Ecuatorial)
Bata es la ciudad más poblada de Guinea Ecuatorial con más de 
300 000 habitantes, superando a Malabo, la capital nacional. Etimológicamente procede de la palabra ndowé “Baàtá”, que quiere decir “posado sobre o encima de”. En la actualidad, tras conocer un crecimiento demográfico a raíz de los contingentes migratorios a lo largo de los siglos XIX y XX de las poblaciones del interior continental del país, el pueblo fang o "Pangwe", así como la afluencia de grupos de inmigrantes de otros países africanos como Mali, Senegal, Togo, Benín, Burkina Faso o Nigeria junto con países de la franja colindante de la CEMAC como Camerún, se han ampliado los márgenes de sus extensiones, convirtiéndose en la ciudad más poblada del país. Su estructura económica le confiere la reputación de “ciudad económica”.
Capital de la región continental de Río Muni y de la Provincia Litoral. Según los datos del Instituto Nacional de Estadística, Bata tiene una población de 309 345 habitantes en 2018.

## Historia

### Antecedentes

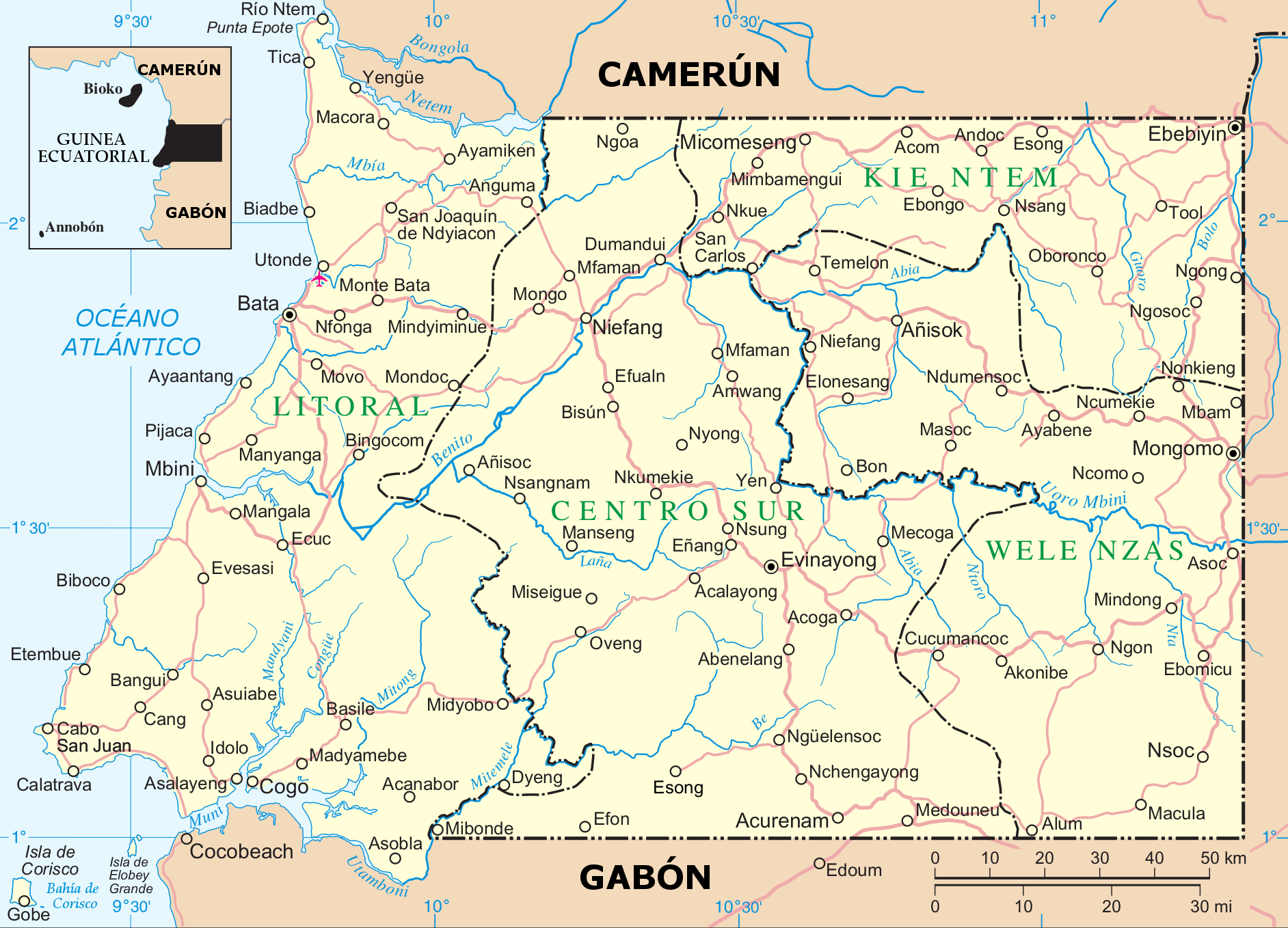
Situación de Bata en el mapa de la región continental de Guinea Ecuatorial, en el litoral.

Antiguamente el país ndowé tenía a Bata como centro, los límites de dicho país se situaban a la altura de las zonas conocidas por la historia ndowé como “Divinà na Dilongo” (actual Evinayong) y “Mekodi me henge” (actual Mikomeseng), ambas ciudades del grupo étnico Fang. A partir de 1843 el litoral del país ndowé se dividiría en tres virreinatos bajo el control de Bonkoro I, quien gobernaba desde la isla de Corisco.
Durante el periodo anterior al reinado de los Bonkoro, Ekelà yà Mbengo, del clan Gabbenge de la tribu Benga, residía en Mekolongo (actual Kogo), gobernaba en toda la región del río Muni y Munda hasta la costa en el cabo Esterias, limitando por el interior con Divina na Dilongo (Evinayong). Su hermano Ulato yà Mbengo, desde el poblado de Mbimmó (transformado por los colonos españoles en Mbini) hasta Mokodi a Bondelo o Monte Bata. La jurisdicción de Ngombí ya Poto del clan Bobökó de la tribu Bapuku se extendería desde Mokodi a Bondelo o Monte Bata hasta Etembbó o Río Campo.
Dichos acuerdos que se ratificarían en 1858 entre el sucesor y heredero de la corona Bonkoro II y el gobernador español Carlos Chacón. Pero con el avance de la etnia Fang o "Pangwe", en enfrentamiento continuo con los grupos minoritarios, situados en los alrededores interiores a los asentamientos Ndowé, Bisió o Bujeba (benga), Mabeya (kombbé) y con las tribus Ndowé del grupo lingüístico Bondongó, los Basekes o Mesetyi (kombbé) y Balengues o Melenji (kombbé) se tuvieron que fijar nuevos límites para disminuir la incidencia en las hostilidades de una comunidad con otra. Por consiguiente el nuevo margen se establecería definitivamente en 1885 en Ngonde Umá (benga) o Ngonde a iduma (kombbé) territorio que en el futuro pasaría a llamarse Niefang, a setenta kilómetros de la costa atlántica. Los caudillos ndowés presentes en la alianza ndowé-fang fueron:
- El rey ndowé y artífice de las más trascendentales alianzas entre las comunidades que convivían en toda la zona del litoral continental, es siempre memorado el pacto del “ikongo-ngomo” mediado por este grandísimo personaje local, Vilangwa vía Metyeba del clan Bovèka de la tribu Bomudi.

- Malonga ma Mbélà, patriarca de clan Bolö-vetye de la tribu Eÿane (Eöne), a quien se debe la conquista y el establecimiento del primer cuartel general en Ayamikeng, por orden del gobernador general español Ángel Barrera Luyando. Propiciando mejores condiciones logísticas para la exploración y conquista del interior del país, fue condecorado oficial honorífico de la Armada Española por el rey Alfonso XIII.

El asentamiento de Baàtá se fija en el siglo XVII, tras la llegada a la costa de la última expedición ndowé, la tribu Kombbé estaría liderada por el rey Bosenje à Mbwà a Monanga a Kâwĕ del clan Bobbenjje. La memoria popular ndowé, afirma que dicho asentamiento fue levantado por la tribu Kombbé y que se establecería desde los márgenes interiores del río Isimbo, cuyas aguas son recordadas como venerables y zona sacra durante los ritos de purificación entre los clanes de la tribu Moganda, hasta “idolo ji à Ungoko” o “Punta Ungoko” situada frente al sempiterno y obsoleto juzgado comarcal de Bata. Territorio conocido también como tierras de las tribus Mooma y Bobbendà, dos de las tribus afines a la tribu Kombbé que se encargarían de conservar y transmitir en código Kombbé a Bobbendà las grandes y más secretas revelaciones del pueblo Ndowé. Desde ese punto daba comienzo la zona donde se afincarían las logias de forjadores de metales, desde la aldea de Udubwanjolo, seguidamente estaba Ukombbá, Njonggo na Njonggo, Lepù-Lepú y el vasto pueblo de Ekuku compuesto por varias aldeas: Bikalema, Bonjahambee, Ekuku a Ediba, Ebonda…
Todo asentamiento ndowé responde a un código totémico o tribal. La imposición de dicho credo tenía lugar a lo largo de varios días, ofreciéndose sacrificios a los antepasados para una futura prosperidad protegida por los manes. Dicho rito se oficiaría por los Watodu junto con los benamy, y los nganga con la supervisión de la sociedad iniciática del “Mokuku”. El código totémico de la ciudad de Bata o “Baàtá” reza al inicio: “Baàtá a yeke na yeke na ibumbba ji è patetye bolo mambo…”
Con el transcurso de los años, exactamente durante el ocaso del siglo XIX e inicios del XX, Bata se extendió desde ambas orillas del río Utonde pasando por “idolo ji à Nyope” o Punta Nyope situada a la altura de la actual zona aeroportuaria de Bata hasta las orillas del río Ekuku.

### Fundación

Mapa de Río Muni: Guinea Continental Española, año 1903. Territorio que fue adquirido por España por el Tratado de París de 1900.

En 1900, los franceses se establecieron en Bata y fundaron oficialmente la ciudad, que era entonces un pequeño puesto comercial. Al año siguiente, por el Tratado de París de 1900 se cede la región a los españoles.

### SigloXXyXXI
En 1907 Bata era un pequeño puesto militar y no contaba con más de 237 habitantes, entre los cuales había 37 blancos (21 españoles, 9 franceses y 3 británicos). Varias sociedades mercantiles irían instalando sus factorías a lo largo de la costa. Destacaríamos la labor de Ngândĕ a Metyeba, del clan Ebongapende de la tribu Kombbé cuyo legado revela que es el creador y urbanizador de la moderna Bata o “Baàtá”. A mediados del siglo XIX realizaba frecuentes viajes en cayuco o “Elèndê” hasta la aldea de Mpongwĕ de Olàmba, en la orilla norte del Malângâ. Comerciaba con ébano y marfil, desde Udùbwanjolo, para venderlo a los protestantes “ngĕleyi” o ingleses de Liverpool residentes en el poblado. En 1867 llegaría a unos acuerdos con un negociante muy reputado de Olàmba, cuyo nombre en los registros sería John Holt. Fue así como se instalaría John Holt Ltd en Bata o “Baàtá”, exactamente en Mokoddi a Bondèlo, actualmente Monte Bata.

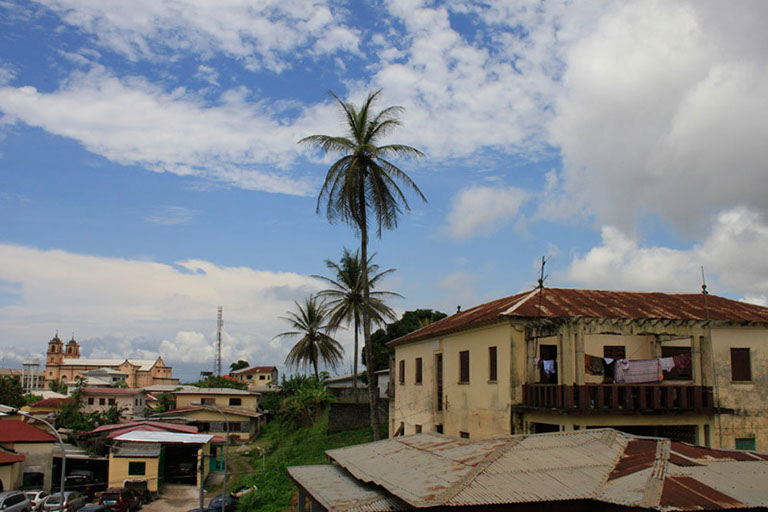
Bata en el año 2012.

Después de la prohibición de la trata de esclavos tras intensos conflictos y enfrentamientos con los esclavistas europeos aliados con los Ndowé de tribu Benga protagonizados por el patriarca de tribu Moganda, Ngatye a Mweli, del clan Bomweÿÿo, quien luego del cese del conflicto colaboraría con Imama ya Didango, del clan Bodikkito de la tribu Benga para la exploración del interior bajo el mando de Manuel Iradier y Bulfy en pos de la unificación de las comunidades Ndowé-Fang y así como las negociaciones muy vitales del patriarca Kombbé, en aquel entonces rey de los Ndowés de toda la región de Bata a Río Campo Vilangwa vía Metyeba, del clan Boveka, la otra principal actividad por aquellas fechas fue esencialmente consagrada a la explotación forestal: ébano, ocume, caoba y demás. Dedicada a los negocios, Bata se iría transformando en una ciudad.
El descubrimiento de petróleo en los años 80 y 90 revivió la economía de la ciudad.
En 2021 una serie de explosiones en una base militar provocaron más de 100 muertos y dejaron centenares de heridos.

## Geografía

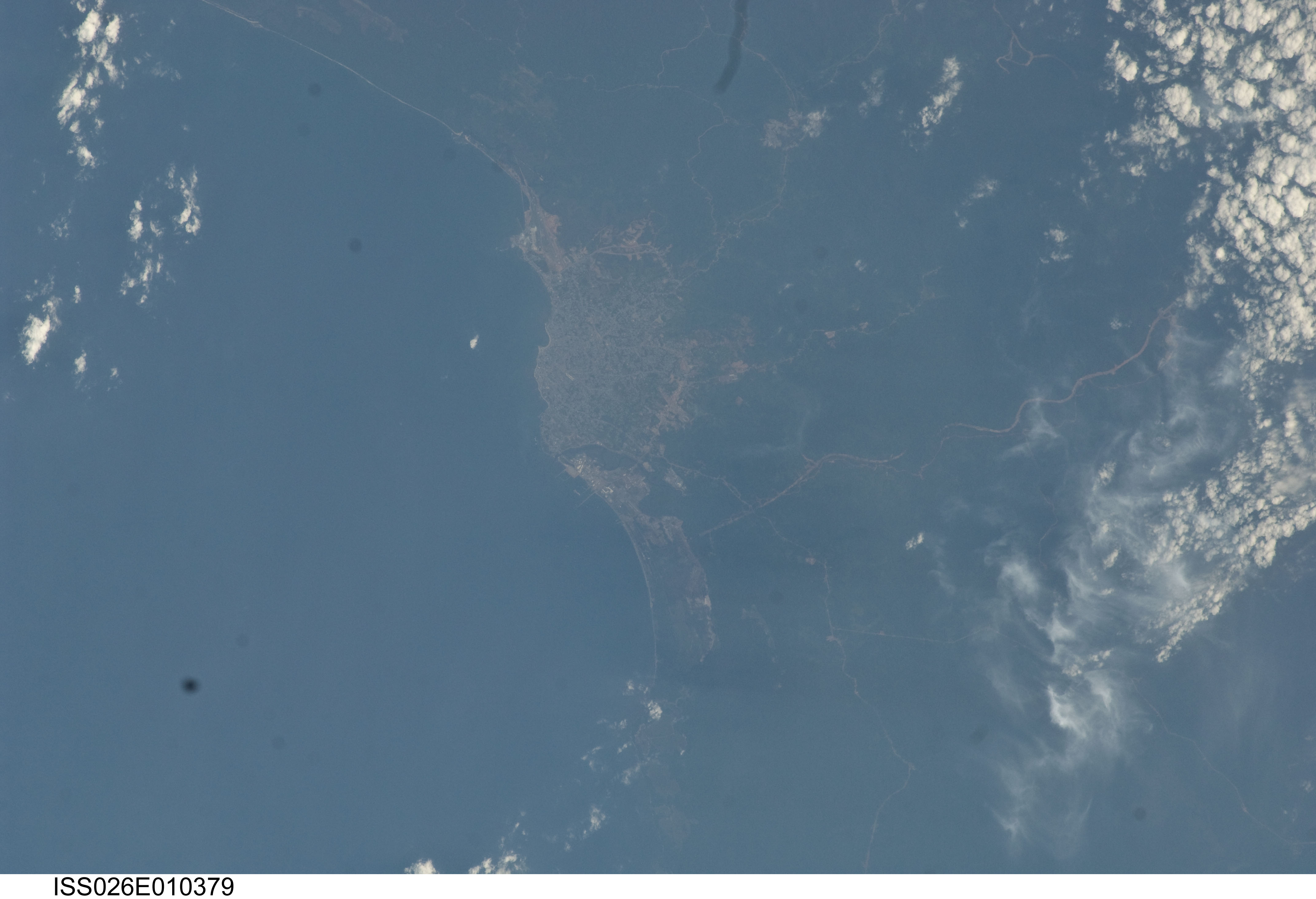
Bata y su puerto, la ciudad más poblada de Río Muni, fotografiada desde un satélite en el año 2010.

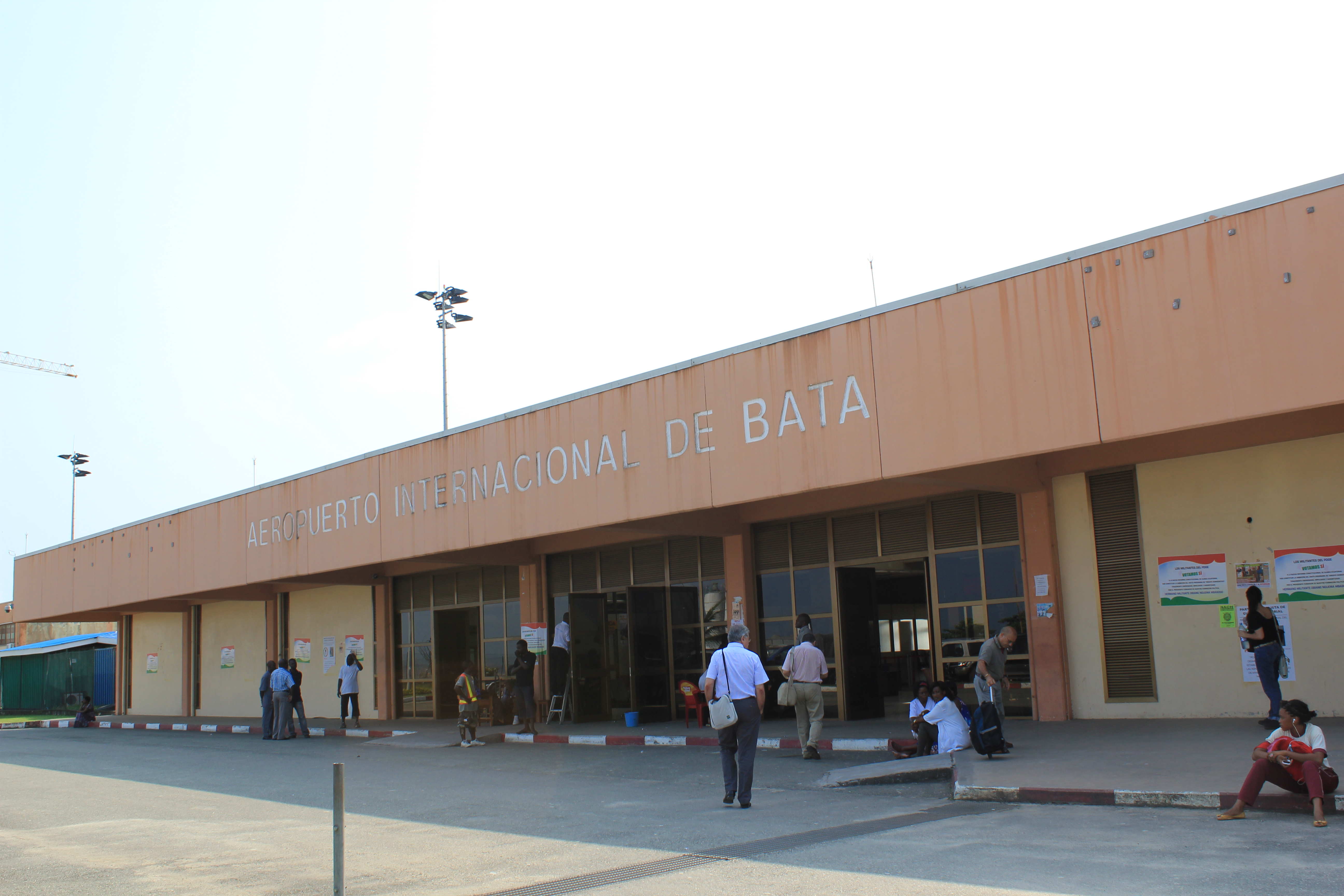
Aeropuerto de Bata.

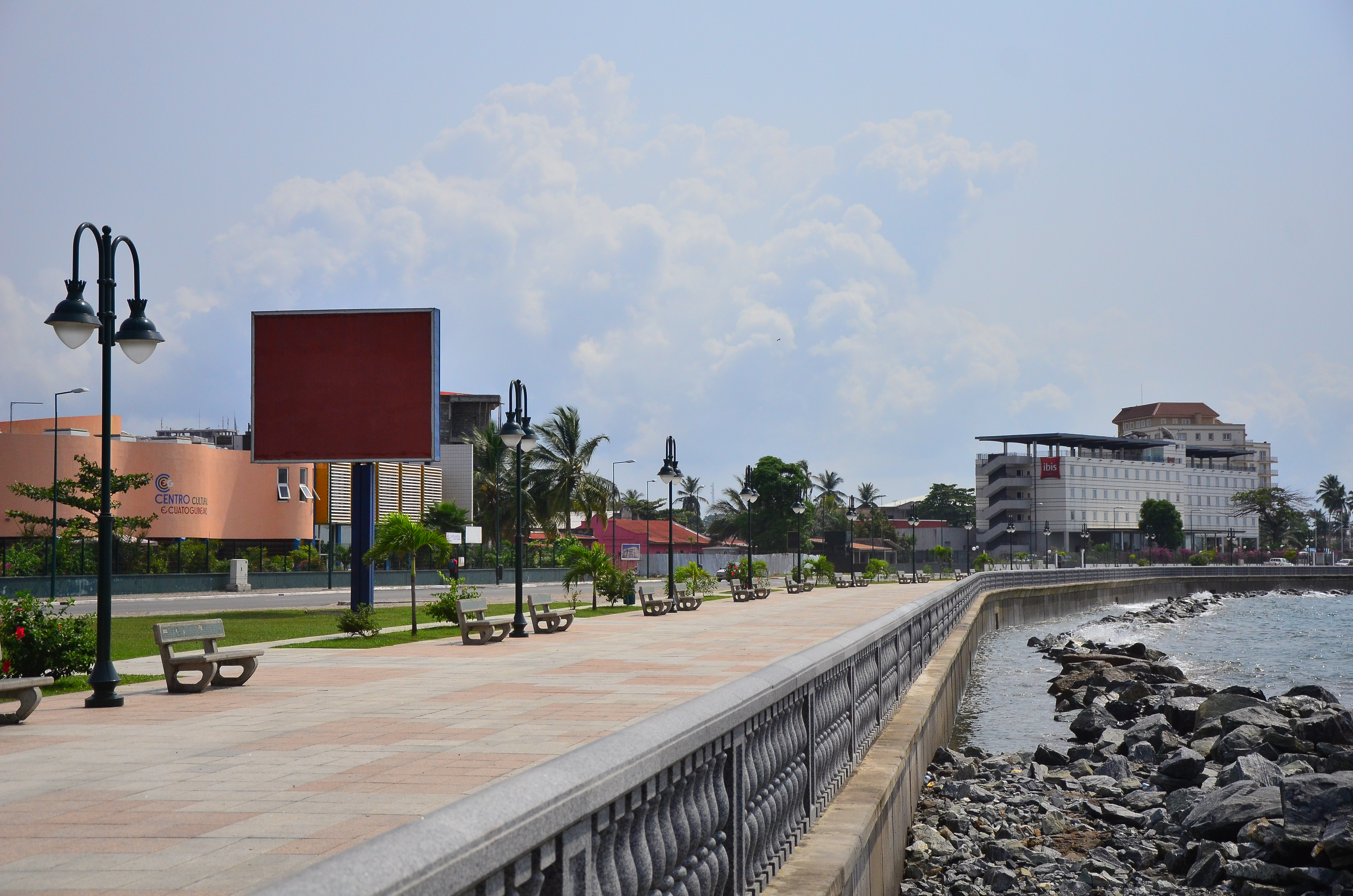
Paseo marítimo de Bata en el año 2015.

Situada en la costa del Océano Atlántico, es un punto estratégico de elevada afluencia de inmigrantes extranjeros y nacionales que llegan por su enorme puerto y su aeropuerto internacional, del que parten los transbordadores con rumbo a destinos nacionales como San Antonio de Palé y Malabo, e internacionales a Europa, Asia y América.
La etnia fang llama a la ciudad "mang" que significa mar, pues se trata de una ciudad costera donde las etnias autóctonas son los ndowés, los fangs y los bisiós.

### Clima
Bata, como la mayoría de Guinea Ecuatorial, tiene un clima monzónico tropical (Köppen Am). Es mucho menos sombrío que Malabo, y tiene su estación seca en los meses opuestos a la Guinea Ecuatorial insular, pero en los mismos meses que el vecino Gabón debido a la corriente de Benguela. También hay una pequeña depresión en la precipitación entre diciembre y febrero cuando la Zona de Convergencia Intertropical está en su punto más meridional, y a diferencia de la verdadera estación seca en julio y agosto, esto se acompaña de un aumento de la luz solar. Los meses más lluviosos son abril, mayo, octubre y noviembre, cuando los totales mensuales de 300 milímetros o 12 pulgadas son típicos, aunque los promedios de octubre llegan a 457 milímetros o 18.0 pulgadas.
| Parámetros climáticos promedio de Bata, Guinea Ecuatorial | Parámetros climáticos promedio de Bata, Guinea Ecuatorial | Parámetros climáticos promedio de Bata, Guinea Ecuatorial | Parámetros climáticos promedio de Bata, Guinea Ecuatorial | Parámetros climáticos promedio de Bata, Guinea Ecuatorial | Parámetros climáticos promedio de Bata, Guinea Ecuatorial | Parámetros climáticos promedio de Bata, Guinea Ecuatorial | Parámetros climáticos promedio de Bata, Guinea Ecuatorial | Parámetros climáticos promedio de Bata, Guinea Ecuatorial | Parámetros climáticos promedio de Bata, Guinea Ecuatorial | Parámetros climáticos promedio de Bata, Guinea Ecuatorial | Parámetros climáticos promedio de Bata, Guinea Ecuatorial | Parámetros climáticos promedio de Bata, Guinea Ecuatorial | Parámetros climáticos promedio de Bata, Guinea Ecuatorial |
| Mes                                                       | Ene.                                                      | Feb.                                                      | Mar.                                                      | Abr.                                                      | May.                                                      | Jun.                                                      | Jul.                                                      | Ago.                                                      | Sep.                                                      | Oct.                                                      | Nov.                                                      | Dic.                                                      | Anual                                                     |
| --------------------------------------------------------- | --------------------------------------------------------- | --------------------------------------------------------- | --------------------------------------------------------- | --------------------------------------------------------- | --------------------------------------------------------- | --------------------------------------------------------- | --------------------------------------------------------- | --------------------------------------------------------- | --------------------------------------------------------- | --------------------------------------------------------- | --------------------------------------------------------- | --------------------------------------------------------- | --------------------------------------------------------- |
| Temp. máx. abs. (°C)                                      | 33.5                                                      | 35.6                                                      | 34.1                                                      | 34.1                                                      | 33.2                                                      | 32.8                                                      | 31.8                                                      | 31.5                                                      | 32.5                                                      | 32.0                                                      | 32.4                                                      | 33.0                                                      | 35.6                                                      |
| Temp. máx. media (°C)                                     | 30.5                                                      | 31.1                                                      | 31.3                                                      | 31.0                                                      | 30.7                                                      | 29.7                                                      | 28.8                                                      | 28.9                                                      | 29.1                                                      | 29.1                                                      | 29.6                                                      | 30.1                                                      | 30.0                                                      |
| Temp. media (°C)                                          | 25.6                                                      | 25.8                                                      | 25.7                                                      | 25.6                                                      | 25.6                                                      | 25.0                                                      | 24.1                                                      | 24.2                                                      | 24.6                                                      | 24.8                                                      | 25.2                                                      | 25.0                                                      | 25.1                                                      |
| Temp. mín. media (°C)                                     | 20.7                                                      | 20.4                                                      | 20.1                                                      | 20.1                                                      | 20.6                                                      | 20.2                                                      | 19.4                                                      | 19.6                                                      | 20.0                                                      | 20.5                                                      | 20.8                                                      | 20.0                                                      | 20.2                                                      |
| Temp. mín. abs. (°C)                                      | 15.3                                                      | 13.7                                                      | 14.5                                                      | 12.5                                                      | 12.5                                                      | 15.5                                                      | 12.5                                                      | 14.2                                                      | 15.6                                                      | 15.5                                                      | 14.5                                                      | 14.5                                                      | 12.5                                                      |
| Precipitación total (mm)                                  | 116                                                       | 102                                                       | 205                                                       | 292                                                       | 285                                                       | 90                                                        | 25                                                        | 26                                                        | 221                                                       | 457                                                       | 306                                                       | 109                                                       | 2234                                                      |
| Días de precipitaciones (≥ 0.1 mm)                        | 9                                                         | 8                                                         | 14                                                        | 16                                                        | 17                                                        | 7                                                         | 3                                                         | 5                                                         | 16                                                        | 24                                                        | 18                                                        | 10                                                        | 147                                                       |
| Horas de sol                                              | 201.5                                                     | 192.1                                                     | 173.6                                                     | 177.0                                                     | 189.1                                                     | 147.0                                                     | 142.6                                                     | 142.6                                                     | 114.0                                                     | 114.7                                                     | 141.0                                                     | 186.0                                                     | 1921.2                                                    |
| Fuente: Deutscher Wetterdienst                            |                                                           |                                                           |                                                           |                                                           |                                                           |                                                           |                                                           |                                                           |                                                           |                                                           |                                                           |                                                           |                                                           |

## Urbanismo

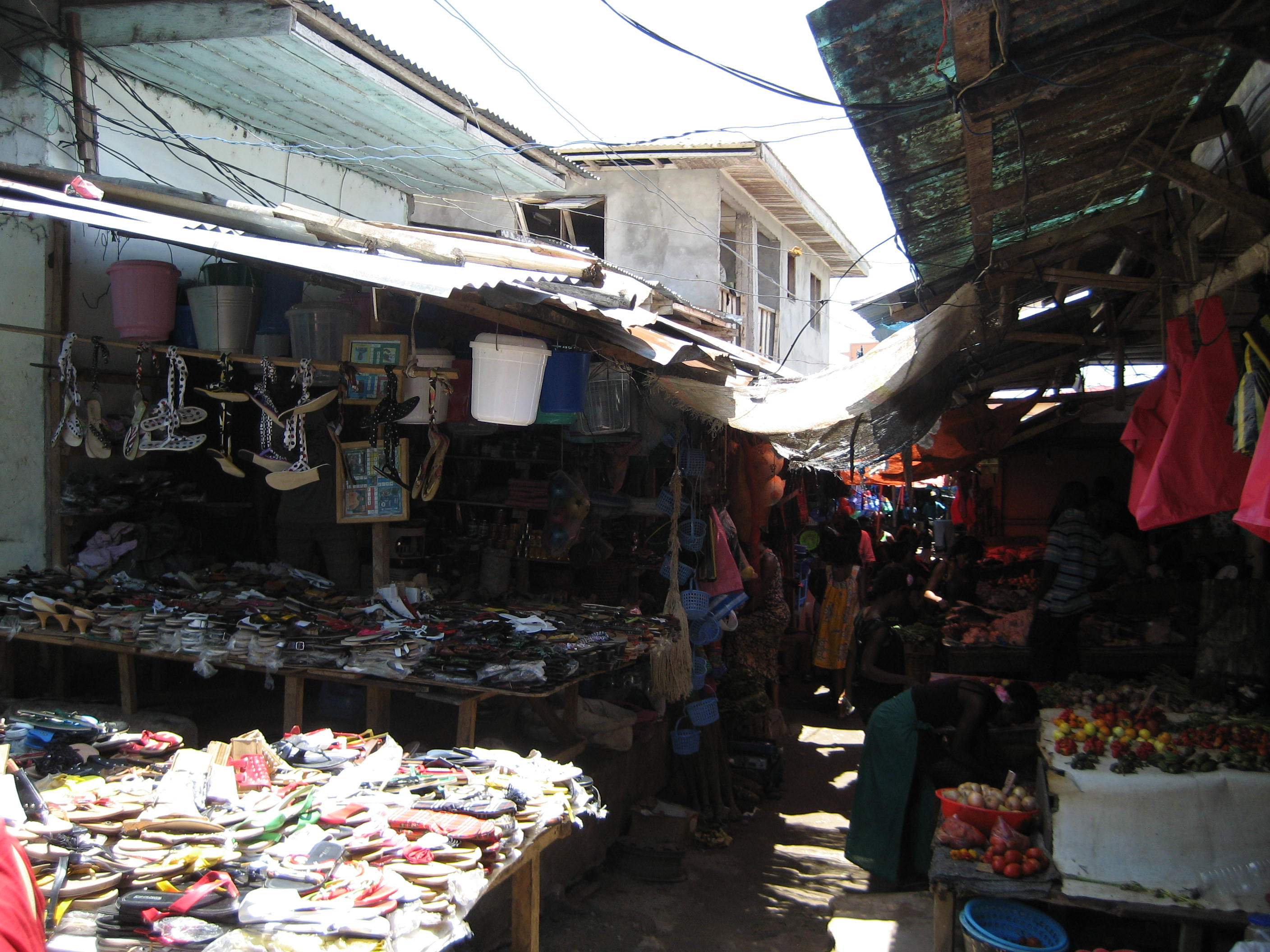
Un mercado de Bata en el 2010.

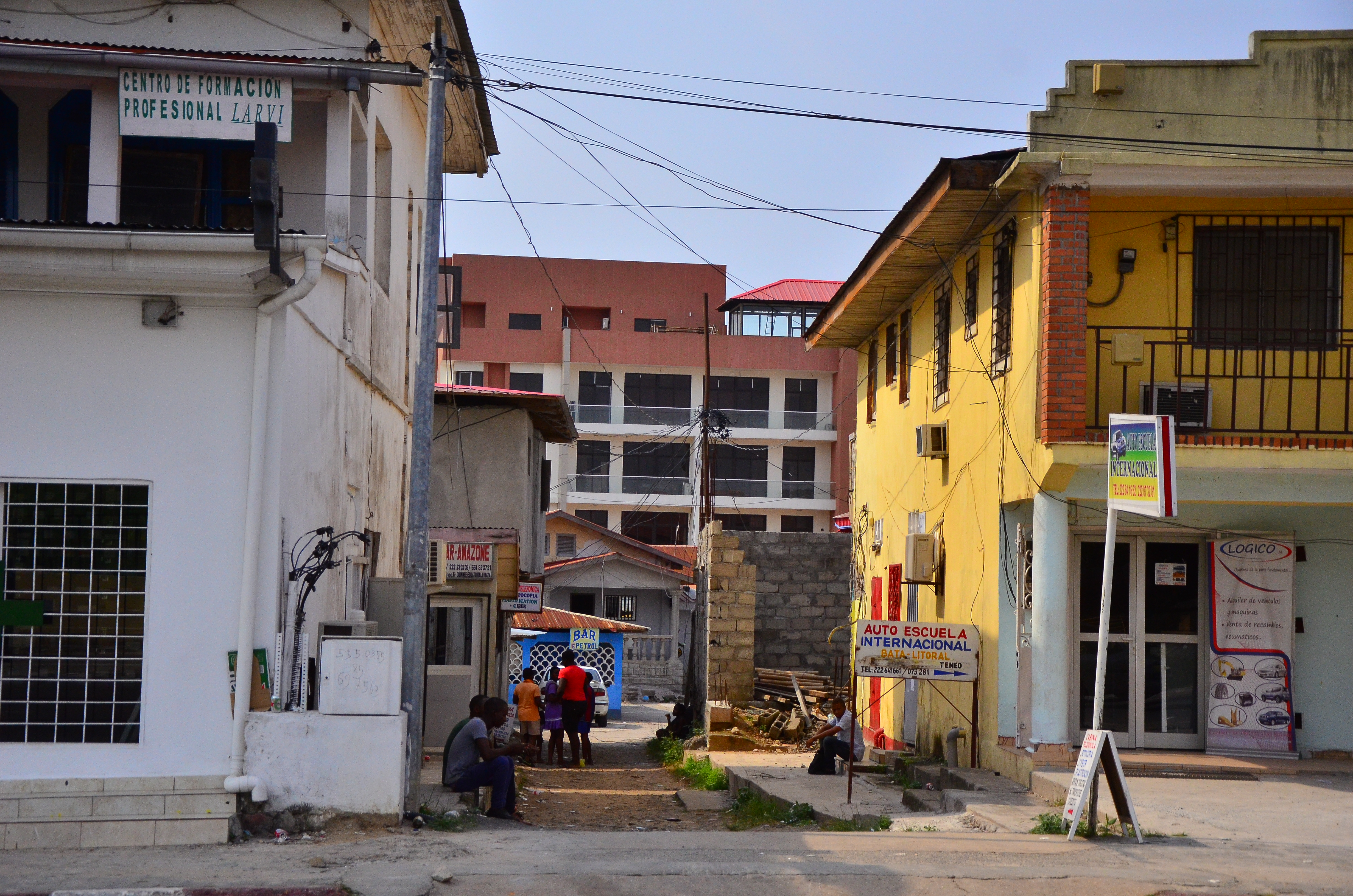
Una calle de Bata en el 2015.

La urbanización principal de la ciudad se realizó a partir de la década de 1950, todavía bajo dominio colonial de España, aunque el reciente bum del petróleo en el país ha propiciado el desarrollo de la ciudad con más de un centenar de proyectos de infraestructuras tanto subterráneas como marítimas. Aunque por otro lado el aumento demográfico ha hecho de Bata una ciudad donde el plano urbanístico concebido no ha sido respetado y como consecuencia se han creado barrios sin urbanizar y de difícil acceso al estilo de grandes suburbios sin agua potable, electricidad ni correo.
En 2016 el Gobierno ecuatoguineano lanzó el Plan General de Ordenación Urbana de Bata, el cual contempla una reorientación ordenada y singular de la estructura urbana de la ciudad que se ejecutaría por etapas hasta extenderse al 2070.
En septiembre de 2019, la ciudad sufre varias semanas de cortes de agua. También experimenta regularmente cortes de electricidad.

## Patrimonio

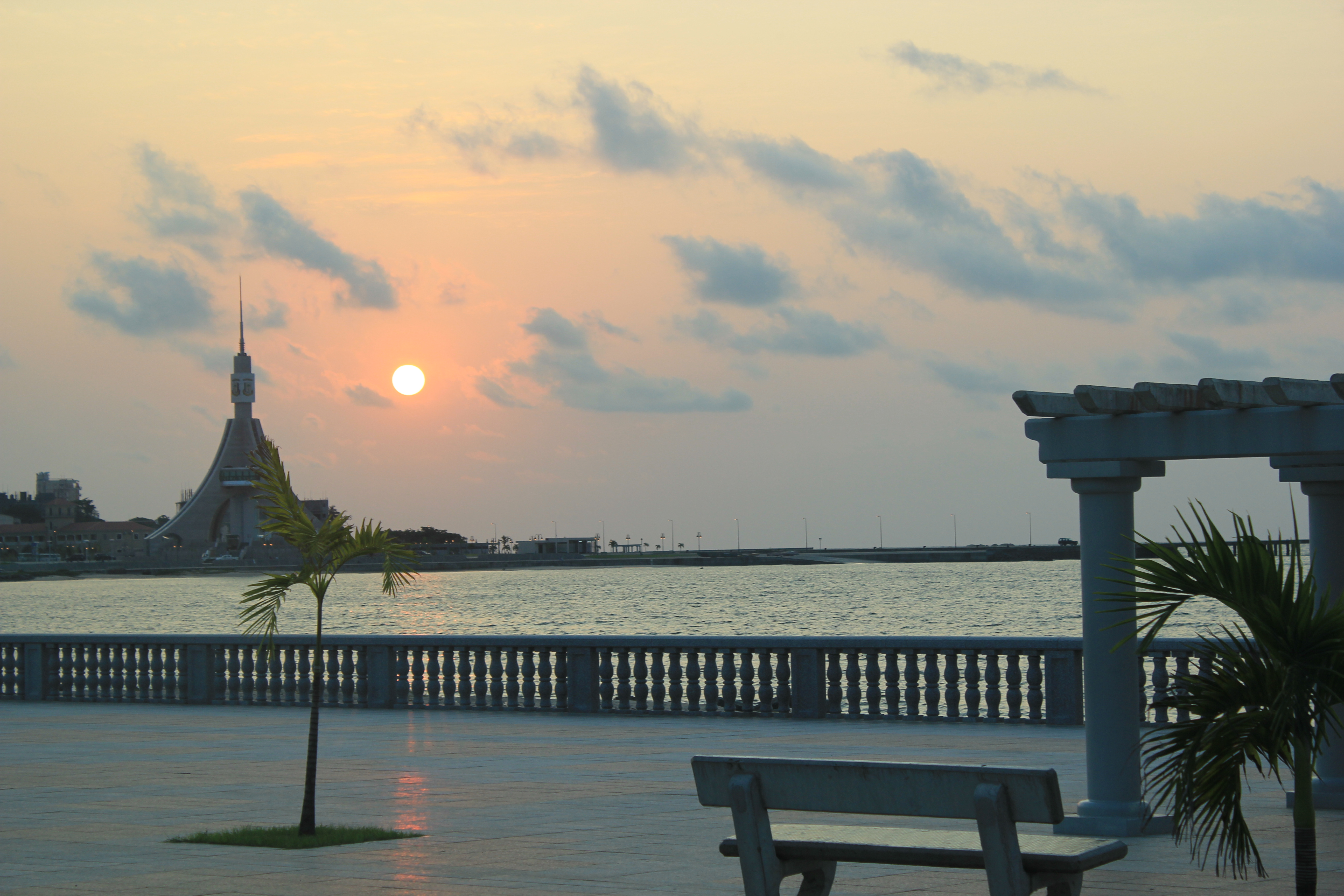
Vista de la Torre de la Libertad en el centro de Bata en el año 2011.

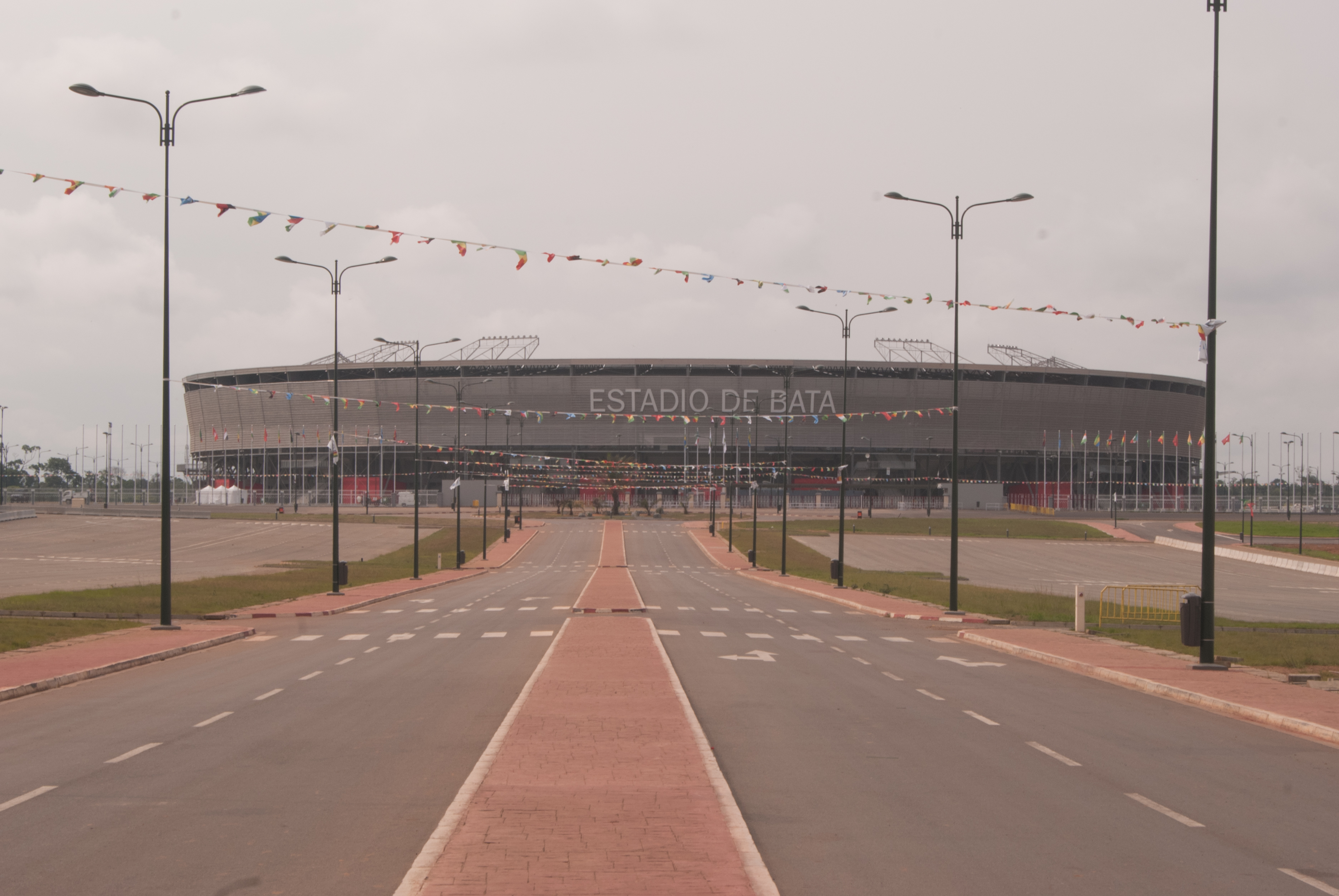
Estadio de Bata.

En Bata, destacan los siguientes lugares emblemáticos:
- Palacio de Congresos y Conferencias Internacionales de Ngoló (3600 m²)
- Gran Mercado Central
- Catedral de Bata (siglo XVII)
- Paseo Marítimo
- Puerto Viejo de Bata
- Torre de la Libertad
- Plaza del Reloj o plaza de la Libertad
- Bulevar Juan Pablo II
- Centro cultural de España
- Palacio de África
- Palacio Rojo
- Palacio de la Cámara de los Representantes del Pueblo (Parlamento de Guinea Ecuatorial)
- Ayuntamiento de Bata
- Estadio de Bata
- Polideportivo de Bata
- Puente Utonde

## Lugares de culto
Entre los lugares de culto, se encuentran principalmente iglesias y templos cristianos: diócesis de Bata (Iglesia católica), Iglesia universal del Reino de Dios, Asambleas de Dios. También hay mezquitas musulmanas.

## Educación
En Bata se ubica la sede de la UNED en Guinea Ecuatorial. También se localiza un campus seccional del Colegio Nacional Enrique Nvó Okenve fundado en 1959 y de la Universidad Nacional de Guinea Ecuatorial (UNGE), con la Facultad de Medicina, donde se estudian varias especialidades en ciencias médicas. También cuenta con las facultades de Humanidades y Ciencias Religiosas y de Ciencias de la Educación. Por otra parte funciona la Escuela Universitaria de Ingenierías Técnicas, donde generalmente las carreras son de dominio ingenieril.

## Cultura

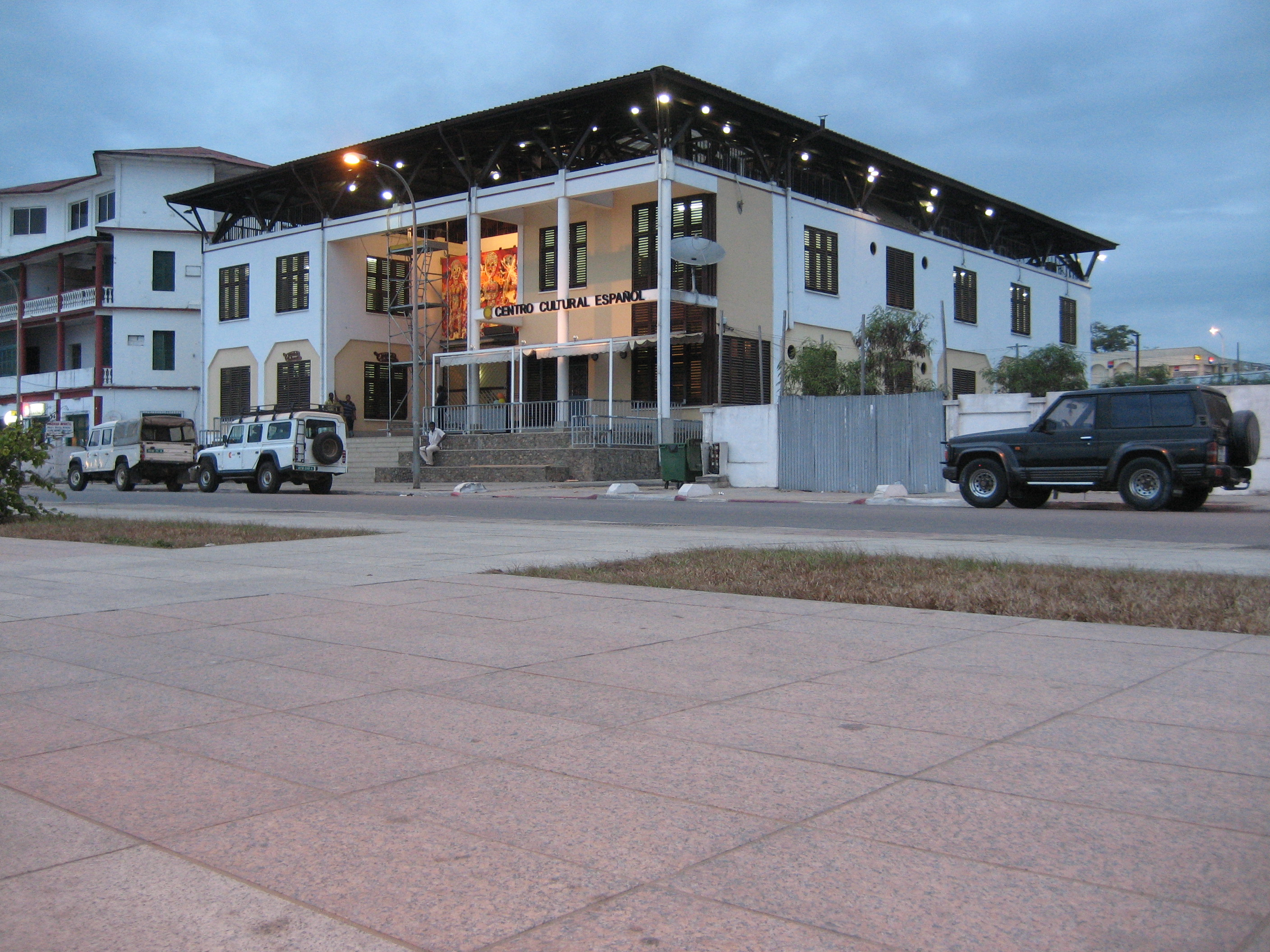
Centro cultural de España en Bata

Tanto el Centro Cultural Ecuatoguineano como la Cooperación Española cuentan con centros culturales, funcionando el centro cultural de España en Bata desde el año 2001.
De la zona de Bata procede el combe, danza de origen bantú que se considera antecesora de la cumbia colombiana.

## Sanidad
La ciudad cuenta con el Hospital Regional "Dr. Damián Roku Epitie Monanga", donde trabajan médicos locales y cooperantes procedentes de Cuba y China, así como el Hospital Sociedad Guineana de Salud perteneciente al Instituto de Seguridad Social (INSESO), donde trabajan médicos nativos y españoles.
También cabe destacar el Centro Médico La Paz el cual se caracteriza por ser el hospital de referencia no sólo del país sino de toda África Central, siendo en el momento de su construcción el segundo más moderno y tecnológico de todo el continente, donde son evacuados pacientes procedentes de todo el país y parte de África. No obstante, por infraestructuras, calidad y servicios disponibles, sigue siendo muy inferior a cualquier hospital importante de Europa Occidental.
También hay varios centros de salud en la ciudad: el centro de salud María Gay en Bata-Centro, el centro de salud María Rafols en Bata-Sur y el centro de salud La Libertad en Bata-Norte.